# Копп Віктор Леонтійович
Віктор Леонтійович Копп (16 (29) вересня 1880, Ялта — 24 березня 1930) — радянський дипломат, учасник соціал-демократичного руху в Росії та Україні.

## Біографія
Народився 16 (29) вересня 1880 року в Ялті, в міщанській родині середнього достатку. Після смерті батька в 1886 року сім'я опинилася у скрутному матеріальному становищі. У 1888 році був узятий на виховання родичами. У 1898 році закінчив реальне училище в Миколаєві. В останньому класі училища і після його закінчення брав участь в гуртках радикальної інтелігенції і починає вести пропагандистську діяльність в робочих гуртках. В цей же час вперше знайомиться з теоретичними роботами Карла Маркса.
У 1900 році вступив до Харківського технологічного інституту, але незабаром був відрахований за організацію студентського страйку і висланий з Харкова за участь у демонстрації 4 березня 1901 року. З цього часу стає професійним революціонером, ведучи підпільну роботу спочатку в Катеринославі, де він був заарештований за організацію і за промову на маївці. Потім працює за кордоном, організовуючи доставку «Іскра». Працює як агент організаційного комітету II з'їзду РСДРП.
Член РСДРП з 1903 року. Брав участь у Першій світовій війні. На початку 1915 року потрапив у полон і залишався в Німеччині до осені 1918 року, коли був звільнений і включений до складу російської місії як радник. Потім обіймав такі посади:
- 1919—1921 рр. — уповноважений НКІС РРФСР в Німеччині, уповноважений НКЗТ РРФСР в Німеччині[2].
- Грудень 1922 г. — заступник голови радянської делегації на Московській конференції зі скорочення озброєнь.
- 1923—1925 рр. — уповноважений НКІС СРСР при РНК РРФСР, член колегії НКІС СРСР.
- 1925—1927 рр. — Повноважний представник СРСР в Японії. Відкликаний у травні 1926 р., Створив погане враження у японців, його замінив дипломат Григорій Беседовський, який пізніше перейшов на захід, і написав мемуари, в яких він описав Коппа як 'скупого, жорстокого та грубого з підлеглими'.
- 1927—1930 рр. — Повноважний представник СРСР в Швеції.